# مزه خوب کودکی ۲
مزه خوب کودکی ۲ یک مجموعه تلویزیونی محصول سال ۱۳۸۱ به کارگردانی مسعود رشیدی، نویسندگی سینا سعیدوزیری، شهرزاد زندی و تهیه‌کنندگی امید نجیب‌زاده می‌باشد که از برنامه کودک و نوجوان شبکه دو پخش شد. این مجموعه در ۱۰ قسمت ۴۰ دقیقه ای تهیه شد.

## خلاصه داستان
مزه خوب کودکی داستان دختر بچه شیطان و بازیگوشی به نام عسل است که از طریق رایانه قدرت‌های عجیبی پیدا کرده‌است. او می‌تواند به زمان آینده و گذشته برود و با آدم‌های آن دوران ارتباط برقرار کند می‌تواند غیب شود و جای آدم دیگری ظاهر گردد او هرچه آرزو می‌کند، برآورده می‌شود مثلاً یک بار لجبازی مادرش را می‌بیند و این باعث می‌شود که به ترفندی او را به زمان کودکی خودش ببرد در ادامه حوادثی پیش می‌آید و موفق می‌شود علت لجبازی مادرش را کشف کند و به این ترتیب مشکل او را حل می‌کند و به زمان حال بازمی‌گرداند یا مثلاً چند نفری را که با هم اختلاف دارند، به روش خودش آشتی می‌دهد..

## بازیگران
- زیبا بروفه
- آذر نادری
- پیام صابری
- رضا شجاعی
- زهره صفوی
- فاطمه دانشزاد
- لیلا بلوکات
- هانیه مرادی
- یاس نیکپور